# جوزيبي بيلون
جوزيبي بيلون (بالإيطالية: Giuseppe Pillon)‏ هو مدرب كرة قدم ولاعب كرة قدم إيطالي في مركز الوسط، ولد في 8 فبراير 1956 في بريجانزيول في إيطاليا. لعب مع بوردينوني كالتشيو ونادي ألساندريا ونادي بادوفا ونادي تريفيزو ونادي سبيزيا ونادي سيرينيو كالتشيو 1913 ويوفنتوس.

## وصلات خارجية
- جوزيبي بيلون على موقع قاعدة بيانات كرة القدم.إي يو (الإنجليزية)
- جوزيبي بيلون على موقع Soccerway.com (الإنجليزية)
- جوزيبي بيلون على موقع عالم كرة القدم.نت (الإنجليزية)